# Bifuka
Bifuka (美深町?) è una cittadina giapponese della prefettura di Hokkaidō.